# Noua Serbie
Noua Serbie (ucraineană Нова Сербія (Nova Serbiya) sau Новосербія (Novoserbiya); rusă Новая Сербия (Novaya Serbiya) sau Новосербия (Novoserbiya); sârbă Нова Србија / Nova Srbija sau Новосрбија / Novosrbija; slavonă-sârbă Нова Сербія sau Ново-Сербія) a fost o frontieră militară a Rusiei Imperiale între 1752 și 1764 subordonată direct Senatului și Colegiului Militar.
A fost în cea mai mare parte situată în teritoriul de azi Kirovohrad Oblast din Ucraina, deși unele dintre părțile sale au fost amplasate în actualele teritorii  ale regiunilor  Cerkasî, Poltava și Dnipropetrovsk. Centrul administrativ al Noii Serbii a fost Novomirgorod (literalmente "Noul Mirgorod"), care este acum Novomîrhorod, Ucraina.

## Istoria
Regiunea a fost numită după sârbii care au migrat în 1752 în Imperiul rus din jurul graniței militare a Imperiului Habsburgic. Autoritățile ruse au dat acestor coloniști sârbi  un teritoriu, care astfel a căpătat numele de Noua Serbie la scurt timp după Războiul de Succesiune Austriac. Ca și Frontiera Panonică, Noua Serbie a fost, și ea, organizată într-o provincie militară situată pe frontiera ruso-poloneză și în ținutul Buhogard palanka, Zaporizhian Sich. Scopul politic a fost o apărare a frontierelor sudice ale imperiului rus, precum și participarea la operațiunile militare rusești în apropiere de această regiune. Comandantul Noii Serbii a fost Jovan Horvat.

## Demografia
Înainte de formarea Noii Serbii, teritoriul său a fost în mare parte populat de ucraineni și includea 3,710 case de coloniști din Hetmanat, Slobojanșcina și Zaporijia, 643 case ale locuitorilor nativi și 195 de case ale coloniștilor ucraineni din Polonia și Moldova. Atunci când Noua Serbie s-a format, senatul rus a ordonat ca toți acești coloniști, cu excepția locuitorilor nativi, să se întoarcă la locurile unde au trăit anterior.
După formarea Noii Serbii, inițial, noii coloniști au fost sârbi, dar, de asemenea, mulți moldoveni și alți români (mocani din Transilvania), ucraineni, bulgari  s-au stabilit în zonă.
Unii dintre coloniștii ucraineni care au părăsit Noua Serbie s-au stabilit în regiunile de sud ale actualei Ucraina. În 1745, înainte de formarea Noii Serbii, teritoriul a fost populat de 9,660 de locuitori, în timp ce în 1754, numărul locuitorilor a fost de 3,989.
Din cauza numărului mare de coloniști moldoveni, cel mai mare grup etnic din provincie în 1757 nu au fost sârbii, ci moldovenii. În 1757, populația din Noua Serbie număra 5,482 de locuitori, din care:
- 75.33% moldoveni
- 11.56% sârbi
- 13.11% alții

## Noile așezări

### Noile așezări din Noua Serbie
În noua lor patrie, noii veniți au înființat noi așezări și, firește, le-au dat aceleași nume cu cele ale localităților  din care veneau, cele mai multe din Câmpia Panoniei, care actualmente este împărțită între Serbia, Croația, România și Ungaria. Ba chiar au schimbat vechile nume ale unor localități preexistente, dându-le nume sârbești, românești sau ungurești. Din cele 41 de localități din Noua Serbie, 26 existau dinainte.  
| Older Ukrainian/Russian name (1.) | Serbian name from the middle of the 18th century | Ukrainian/Russian name from the middle of the 18th century (1.) | Newer or modern Ukrainian/Russian name (1.) |
| --------------------------------- | ------------------------------------------------ | --------------------------------------------------------------- | ------------------------------------------- |
| Skaleva                           | Semlak (2.)                                      | Semlik                                                          | Skaleva                                     |
| -                                 | Novoarhangelsk / Arhangelsk                      | Novoarkhangelsk / Novoarkhangelysk                              | Novoarkhangelsk / Novoarkhangelysk          |
| Ganivka                           | Kalniblat / Kalnibolot                           | Kalnibolot / Kalynibolot                                        | Kalynibolota                                |
| -                                 | Nadlak (2.)                                      | Nadlak                                                          | Nadlak                                      |
| Davidivka                         | Petrovo Ostrovo / Petro-Ostrov (2.)              | Petroostriv                                                     | Petroostriv                                 |
| Korobchino                        | Pečka (2.)                                       | Bechka                                                          | Korobchine                                  |
| Trisyaga                          | Novomirgorod / Novi Mirgorod                     | Novomirgorod                                                    | Novomyrhorod / Novomirgorod                 |
| Yermina Balka                     | Martonoš (2.)                                    | Martonosh                                                       | Martonosha                                  |
| Olykhovatka                       | Pančevo (2.)                                     | Panchevo                                                        | Pancheve                                    |
| Tri Bayraki                       | Kanjiža (2.)                                     | Kanizh                                                          | Kanizh                                      |
| Mogilovo                          | Senta (2.)                                       | Senta                                                           | Mogiliv / Rodnikivka                        |
| -                                 | Vukovar (2.)                                     | Vukovar                                                         | Bukvarka                                    |
| -                                 | Feldvar / Fedvar (2.)                            | Fedvar                                                          | Pidlisne                                    |
| Mala Adzhamka                     | Subotica (2.)                                    | Subotitsa                                                       | Subottsi                                    |
| Nekrasivska                       | Mošorin (2.)                                     | Moshorin                                                        | Moshorine                                   |
| -                                 | Cibuljev / Cibulev                               | Tsibuliv                                                        | Tsibuleve                                   |
| -                                 | Dmitrovka                                        | Dmitrivka                                                       | Dmitrivka                                   |
| Dikivka                           | Sombor (2.)                                      | Sombor                                                          | Dikivka                                     |
| Protopopivka                      | Varaždin (2.)                                    | Varazhdin                                                       | Protopopivka                                |
| Usikivka                          | Bečej (2.)                                       | Becha                                                           | Usikivka / Oleksandriya                     |
| -                                 | Glinsk                                           | Glinsk                                                          | Glinsk                                      |
| Pantaziyivka                      | Jenova                                           | Yaniv                                                           | Ivanivka                                    |
| -                                 | Mandorlak (2.)                                   | Mandorlak                                                       | -                                           |
| Kosivka                           | Glogovac (2.)                                    | Glogovats                                                       | Kosivka                                     |
| Butivka                           | Pavliš (2.)                                      | Pavlish                                                         | Pavlish                                     |
| -                                 | Piljužnica                                       | Pilazhnitsa                                                     | -                                           |
| Onufriyivka                       | Blagovat                                         | Blagovat                                                        | Onufriyivka                                 |
| -                                 | Sentomaš (2.)                                    | Sentomash                                                       | -                                           |
| -                                 | Kovin (2.)                                       | Kovin                                                           | -                                           |
| -                                 | Čanad (2.)                                       | Chonad                                                          | -                                           |
| -                                 | Slankamen (2.)                                   | Slankamin                                                       | -                                           |
| Nesterivka                        | Vršac (2.)                                       | Vershats                                                        | Vershatsi                                   |
| Stetsivka                         | Šoljmoš / Šolmoš (2.)                            | Sholmosh                                                        | Stetsivka                                   |
| Andrusivka                        | Čongrad (2.)                                     | Chongrad                                                        | Velika Andrusivka                           |
| -                                 | Krilov                                           | Krilov                                                          | Kryliv                                      |
| -                                 | Taburište / Taburino                             | Taburishche                                                     | Svitlovodsk                                 |
| -                                 | Krjukov                                          | Kryukiv                                                         | Kryukiv                                     |
| -                                 | Kamjanka / Kamenka                               | Kamyanka                                                        | Kamyani Potoki                              |
| Plakhtiyivka                      | Zemun (2.)                                       | Zemun                                                           | Uspenka                                     |
| Deriyivka                         | Vilagoš (2.)                                     | Vilagosh                                                        | Deriyivka                                   |
| -                                 | Turija (2.) (3.)                                 | Turiya                                                          | Turiya                                      |

- (1.) Numele rusești și ucrainene sunt transpuse în alfabet latin
- (2.) Localitatea sârbă Turia (Turija) era situată în ceeea ce sursele descriu a fi fost teritoriul de drept al Poloniei. Frontiera între Noua Serbie și Polonia a fost frecvent disputată și instabilă.

### Originea numelor noilor așezări
Prezentăm mai jos nume de localități din Noua Serbie care pot fi întâlnite și în Câmpia Panoniei:
- Sombor, numit după Sombor in Vojvodina, Serbia
- Sentomash (Sentomaš), numit după Sentomaš, astăzi Srbobran in Vojvodina, Serbia
- Slankamin (Slankamen), numit după Slankamen in Vojvodina, Serbia
- Vershats (Vršac), numit după Vršac in Vojvodina, Serbia
- Subotitsa (Subotica), numit dupăSubotica in Vojvodina, Serbia
- Moshorin (Mošorin), numit după Mošorin in Vojvodina, Serbia
- Senta, numit dupăSenta in Vojvodina, Serbia
- Kanizh (Kanjiža), numit după Kanjiža in Vojvodina, Serbia
- Martonosh (Martonoš), numit după Martonoš in Vojvodina, Serbia
- Panchevo (Pančevo), numit după Pančevo in Vojvodina, Serbia
- Nadlak, numit după Nădlac in Romania
- Turiya (Turija), numit după Turija in Vojvodina, Serbia
- Vukovar, numit după Vukovar in Croația
- Fedvar (Feldvar), numit după Feldvar/Feldvarac, astăzi Bačko Gradište in Vojvodina, Serbia
- Chongrad (Čongrad), numit după Csongrád in Ungaria.
- Zemun, numit după Zemun, astăzi cartier al Belgradului, in Serbia.
- Varazhdin (Varaždin), numit după Varaždin in Croația.
- Kovin, numit după Kovin in Vojvodina, Serbia
- Vilagosh (Vilagoš), numit după Vilagoš, astăzi Șiria in Romania
- Becha (Bečej), numit după Bečej in Vojvodina, Serbia
- Semlik (Semlak), numit după Semlac (?) in Romania.
- Petroostriv (Petrovo Ostrovo), numit după Petrovo Ostrovo (?) in Romania
- Bechka (Pečka), numit după Pecica in Romania
- Mandorlak, numit după Mandorlac(?) in Romania
- Glogovats (Glogovac), numit după Glogovăț(?) in Romania
- Pavlish (Pavliš), numit după Pavliš in Vojvodina, Serbia.
- Chonad (Čanad), numit după Cenad in Romania
- Sholmosh (Šoljmoš), numit după Șoimuș(?) in Romania/

## Legături externe

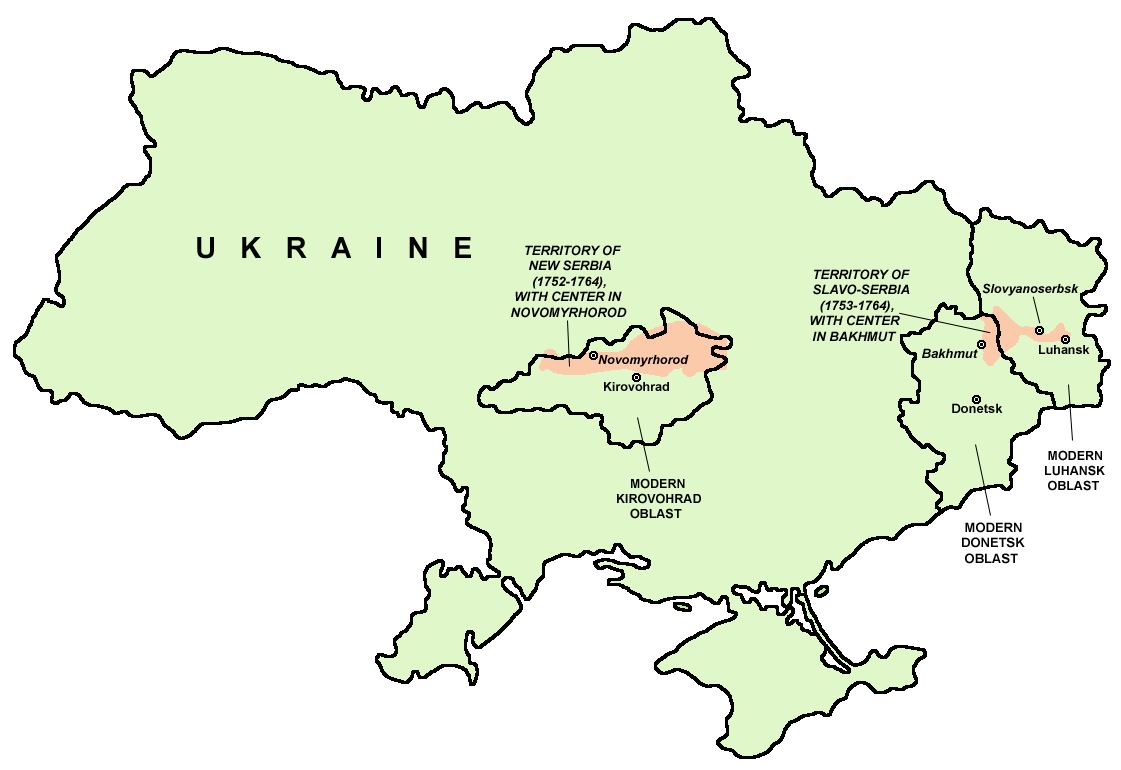
New Serbia location map
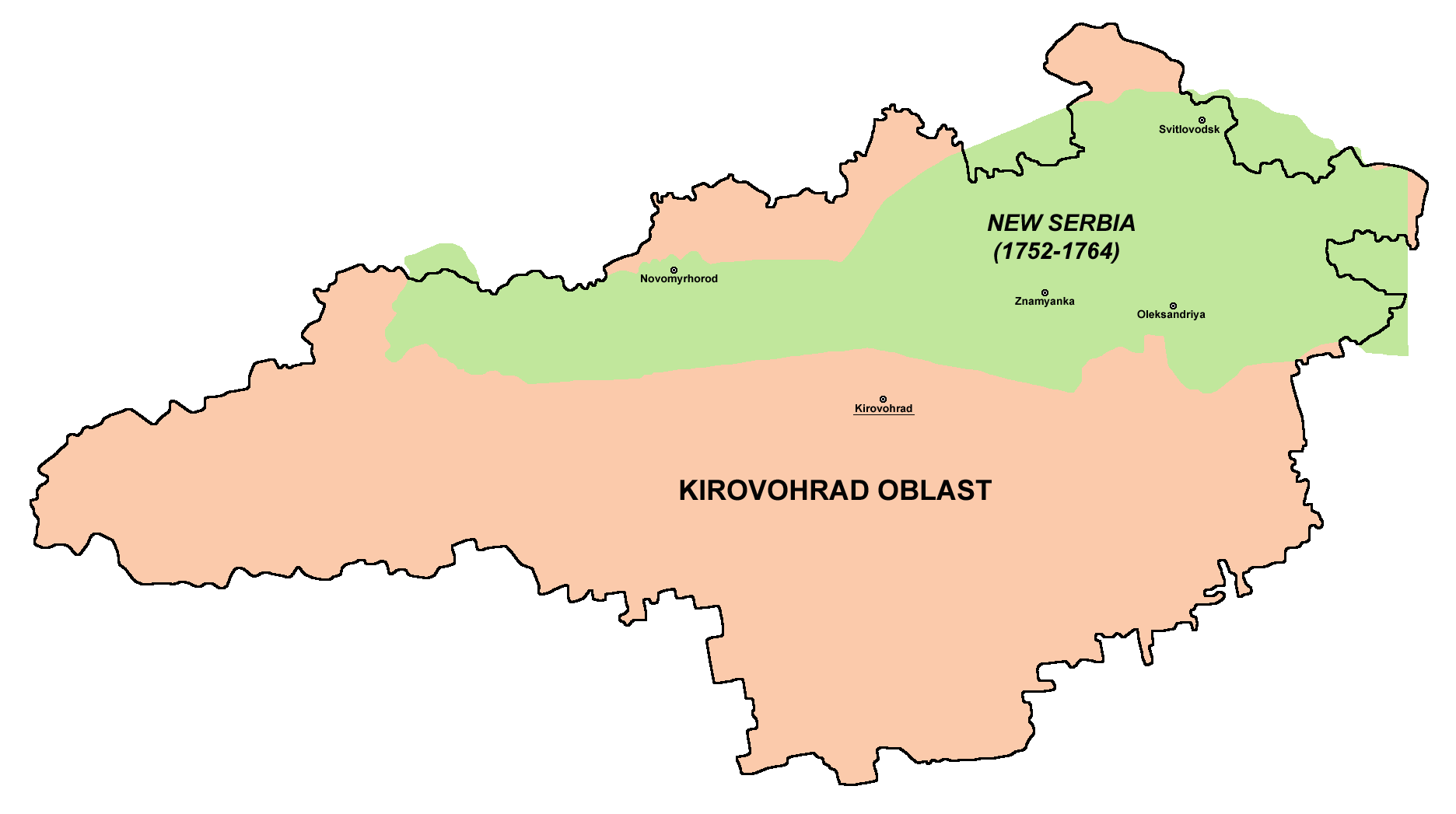
New Serbia location map
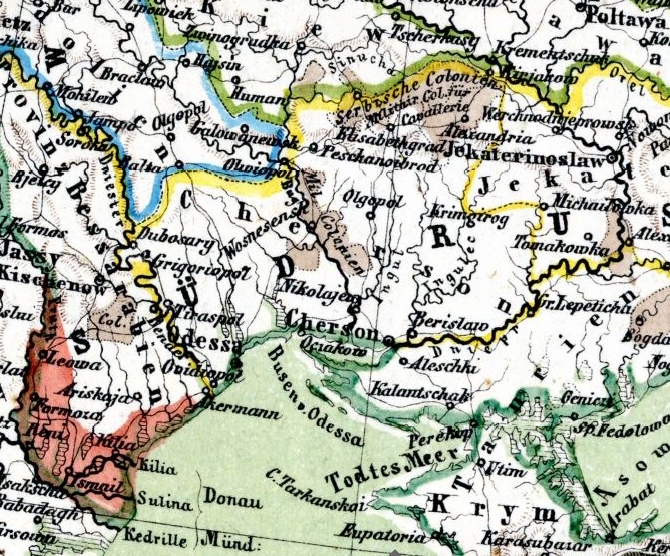
This map from 1862 mentions the Serb colonists in New Serbia
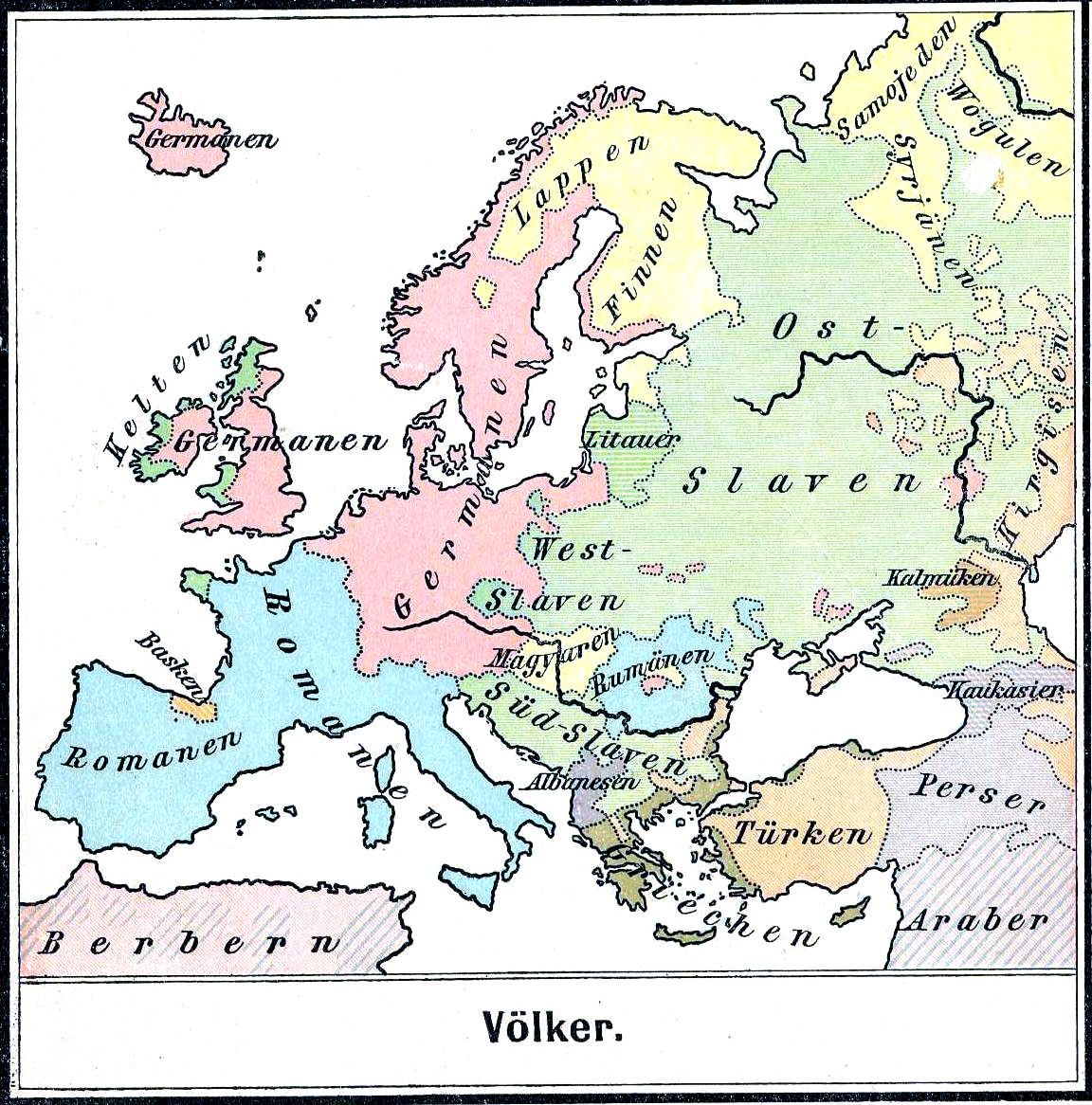
This ethnic map of 1899 shows a Romanian-speaking population in the region